# جاو بروسيا الشرقية
تشكل جاو بروسيا الشرقية في عام 1933 في ألمانيا النازية في البداية كمقاطعة داخل ولاية بروسيا الحرة. في عام 1935، تم حل الدول المكونة لألمانيا واستبدل جاو الولايات ومسؤولياتها. في عام 1939، توسعت بروسيا الشرقية في أعقاب ضم منطقة كلايبيدا من ليتوانيا واحتلال بولندا، بينما تم نقل الأراضي من الجاو إلى Reichsgau Danzig-West Prussia . بعد هجوم ألمانيا على الاتحاد السوفياتي، مدينة غرودنو البيلاروسية (بالألمانية: Garten)‏ أصبحت أيضا جزءا من جاو.
بعد الحرب، أصبحت أراضي جاو السابقة جزءا من جمهورية روسيا الاتحادية الاشتراكية السوفيتية جيب كالينينغراد في الاتحاد السوفياتي، أعطيت أقسام رئيسية إلى بولندا، وأعيدت منطقة منطقة كلايبيدا إلى جمهورية ليتوانيا الاشتراكية السوفيتية وغرودنو - إلى البيلاروسية الاشتراكية السوفياتية داخل الاتحاد السوفياتي.

## التاريخ
تم إنشاء نظام جاو النازي في الأصل في مؤتمر للحزب في 22 مايو 1926، من أجل تحسين إدارة هيكل الحزب. منذ عام 1933 وما بعده، بعد الاستيلاء النازي على السلطة، حل الجاو محل الولايات الألمانية كتقسيمات إدارية في ألمانيا. 
على رأس كل جاو، كان غاولايتر، وهو موقف أصبح أكثر قوة، خاصة بعد اندلاع الحرب العالمية الثانية، مع تدخل ضئيل من أعلى. غوليتر المحلي غالبًا ما كان يشغل مناصب حكومية بالإضافة إلى مناصب حزبية وكان مسؤولًا عن الدعاية والمراقبة، ومنذ سبتمبر 1944 فصاعدًا، عن فولكسشتورم والدفاع عن الجاو.  
تولى إريك كوخ منصب غاولايتر في شرق بروسيا طوال فترة وجود جاو.  